# Tomasz Jędrowski
Tomasz Jędrowski (West-Duitsland, 1985) is een Pools-Duits schrijver. Jędrowski studeerde rechten aan de Universiteit van Cambridge. Hij woont in Frankrijk, waar hij onderzoek doet naar lokale historie, nationale identiteit en ecologie.
In 2020 publiceerde hij Swimming in the dark, een roman over een onhoudbare liefde tussen twee jongens in socialistisch Polen.

## Werken
- 2020: Swimming in the dark. Nederlandse vertaling: Zwemmen in het donker. Vertaald door Maaike Bijnsdorp en Lucie Schaap. Amsterdam: Meulenhof Boekerij, 2021 ISBN 9789029093187.

- Catàleg d'autoritats de noms i títols de Catalunya: 981060024088106706
- Gemeinsame Normdatei: 1228806403
- International Standard Name Identifier: 0000 0005 0139 693X
- Library of Congress Control Number: no2020057862
- Nationale Bibliotheek van Tsjechië: xx0253041
- Nationale Bibliotheek van Israël: 987009899365805171
- Nederlandse Thesaurus van Auteursnamen: 427877806
- Système universitaire de documentation: 254185053
- Virtual International Authority File: 65158427992906062126
- WorldCat: E39PBJqfGMqqgtKDC7KpQGXrv3